# Al Rajhi Bank
Al Rajhi Bank (en arabe : مصرف الراجحي) est une banque saoudienne spécialisée dans la finance islamique.

## Histoire
La banque Al Rajhi Bank est fondée en 1957 par  pour apporter des services de change de devises dans son pays. Sulaiman Abdul Aziz Al Rajhi fait accepter à ses partenaires monétaires l'interdiction religieuse de l'établissement de frais de change par la religion (musulmane et chrétienne), et milite pour la mise en place d'une finance islamique vertueuse. Depuis 1978, la banque a pris le nom de Al Rajhi Trading et Exchange Corporation.
En 2009, la capitalisation d'Al Rajhi Bank dépasse celles de Citigroup, Barclays ou de la Royal Bank of Scotland.
Dès le début des années 2000, la compétition internationale déstabilise les revenus d'Al Rajhi Bank. En 2015, après 2 années de profits en baisse, Suleiman bin Abdul Aziz al-Zabin, CEO depuis 2012, est remplacé par Steve Bertamini. En 2016, Al Rahji Bank regagne des parts de marché pour la première fois en 4 ans. Toujours en 2015, Al Rajhi Bank adopte les bornes libre-service pour désengorger ses guichets des agences.

## Description
Le siège social de la Al Rajhi Bank est situé à Riyad. Le groupe possède 500 autres bureaux dans le pays. La banque possède également 24 bureaux en Malaisie, et des bureaux et des guichets au Koweït et en Jordanie.